# Araukania (region administracyjny)
Araukania (hiszp. IX Región de La Araucanía) – jeden z 16 regionów Chile. Stolicą regionu jest miasto Temuco.
Prowincje regionu:
- Malleco
- Cautín